# Melissus xứ Samos
Melissus xứ Samos (tiếng Hy Lạp: Μέλισσος, sống vào giữa thế kỷ 5 TCN) là nhà triết học người Hy Lạp. Ông là thành viên cuối cùng của trường phái Elea. Ngoài ra, ông còn là một chính khách, một nhà chỉ huy quân sự tài ba. Ông đã từng là đô đốc của hạm thuyền Samos.

## Những quan điểm triết học
Với vai trò là một nhà triết học, Melissus tiếp nối các quan điểm của trường phái Elea.

### Quan niệm vềtồn tại[3]
Ngoài việc đồng tình với kết luận tồn tại là duy nhất, bất biến, Melissus còn phát triển kết luận đó. Ông cho rằng tồn tại là vô hạn vì "nếu tồn tại không là vô hạn thì nó có ranh giới, do vậy nó tiếp giáp với một cái gì đó khác với nó. Mà cái gì có thể khác với tồn tại thì đó chính là không tồn tại, tức là khoảng không, nhưng khoảng không thì lại không tồn tại". Do vậy, tồn tại là duy nhất và vô hạn.
Việc phát triển đó đã dẫn đến một hệ quả đó là không thể có không gian trống rỗng ngoài tồn tại. Melissus đã giải thích như sau:
| “ | Hoàn toàn không có khoảng trống vì khoảng trống là hư vô. Do vậy, cái gì hư vô thì không có. | ” |

### Phủ nhận sự vận động, công nhận sự biến đổi[4]
Cũng giống như nhiều nhà triết học khác của trường phái Elea, Melissus phủ nhận sự vận động. Lý luận của ông để giải thích vấn đề này là lý luận về tồn tại như nói ở trên. Vì tồn tại là duy nhất nên không thể có một tồn tại khác đang vận động bên trong cái tồn tại vốn có, vì vậy không có vận động. Nhà triết học cuối cùng của trường phái Elea đã viết:
| “ | Nếu không có khoảng không, mà điều này là hiển nhiên, thì cũng không có vận động, vì cái thực tồn không thể xê dịch đi đâu, nó chứa đầy trong mọi thứ; vì thực tồn không thể xê dịch đi đâu, nên cũng không cần tới hành động được ký hiệu bằng khái niệm vân động, và do vậy, không có, không cần có và không thể có một sự vận động nào | ” |

Tuy vậy, Melissus đã bộc lộ mâu thuẫn khi vừa phủ nhận sự vận động, vừa thừa nhận sự biến đổi:
| “ | Trong tự nhiên, không có cái gì là bất di bất dịch, ở đó, mọi cái đều có thể bị diệt vong | ” |

## Câu nói nổi tiếng
| “ | Không thể dạy về thần linh vì không thể nhận thức được'' | ” |